# Saugnac-et-Muret
 Saugnac-et-Muret  es una población y comuna francesa, situada en la región de Aquitania, departamento de Landas, en el distrito de Mont-de-Marsan y cantón de Pissos.

## Historia
La comuna se denominó Saugnacq-et-Muret hasta el 31 de diciembre de 2021.

## Demografía
| 718 | 676 | 655 | 550 | 630 | 712 |
| Para los censos de 1962 a 1999 la población legal corresponde a la población sin duplicidades (Fuente: INSEE [Consultar]) |     |     |     |     |     |